# Tormás (település)
Tormás  (németül: Krendorf) község Baranya vármegyében, a Hegyháti járásban.

## Fekvése
A község Baranya vármegye északi-északnyugati részén, a Mecsek erdős dombjai között fekszik. Északról Gödre, keletről Baranyaszentgyörgy, délről Bakóca, nyugatról Szágy falu határolja. A megye egyik legősibb települése. A megyeszékhelytől való távolsága 38-40 kilométer.
Megközelíthető Pécsről, illetve Kaposvár felől a 66-os főúton, amelynek minősége jó. Ezen az úton haladva Baranyajenő község után ágazik le a 66 101-es számú bekötőút Baranyaszentgyörgyön át Tormásra, ahonnan még további 6 kilométeren át haladva, Szágynál ér véget. A falut naponta öt autóbuszjárat-pár érinti.
Jellemző és jól kiaknázható az erdő-, valamint a vadgazdálkodás. A település közvetlen közelében található erdőségek értékes fa- és vadállományával, Felső- és Alsókövesden erdészházakkal, az alsókövesdi halastórendszerrel, a nagymátéi vadász vendégházzal a jövőben jelentős turisztikai vonzerőt képezhetnek. E szerepkör a szomszédos községekkel összefogva jól kiépíthető.

## Története
Tormás Árpád-kori település, nevét Árpád fejedelem unokájától, Tormástól kapta, akinek itt birtoka volt. Mások a torma növénynév -s képzős származékának tartják és szerintük vadtormával benőtt helyre utal.
A falu a török hódoltság végére elnéptelenedett. 1714-ben kezdett benépesedni a környékbeli falvak magyar lakóiból. A 19. század húszas éveiben telepedtek le az első németajkú lakók. Arányuk 1890-re elérte a 23%-ot 1930-ban 575 magyar és csupán 26 német anyanyelvű lakosa volt. A németek kitelepítése a falut is érintette. 1970-ben 411 magyar és 44 német anyanyelvű lakta.
A település lakói római katolikus vallásúak. Templomukat 1932-ben Szent Vendel apát tiszteletére szentelték fel.
Ásatások bizonyítják, hogy római hadiút is vezetett területén. A rajta végig húzódó Szágy-patak Sásdon ömlik a Baranya-csatornába ami Dombóváron éri el a Kapos folyó vízét. Van új faluháza ami a rendszerváltás kezdetén épült. Található még óvoda, korcsolyapálya, játszótér, focipálya, park, Tölgyfa büfé, templom, ami régen csak imaházként szolgált.

## Címerének leírása
Álló, háromszögű pajzs vörössel és kékkel hasított mezejében alul zöld hármas halom. A vörös mezőben a szélső halmon ágaskodó, balra fordult lován ülő és hátrafelé nyilazó, tolldíszes süveget viselő vitéz ezüsttel, lefajzott arany íjjal és oldalán nyíltartó arany tegezzel. A lovast a pajzs felső sarkában arany csillaggal kíséri. A kék mezőben a halmok vonalából növekvő helyzetben Szent Vendel szembefordult alakja arannyal, jobbjában bottal, balját vállán átvetett tarisznyáján nyugtatja. Kalapos fejét dicsfény övezi. A szent előtt jobbra fordult, fejét hátravető bárány ezüsttel. Szent Vendel alakját a pajzs felső sarkában növekvő ezüst holdsarló kíséri. A címerpajzsot két oldalról egy-egy, szárukon alul keresztbe tett és hat-hat arany kalászból álló búzakoszorú övezi. A címer alatt lebegő, hármas tagolású, fecskefarok végződésű íves arany szalagon feketével nagybetűs "TORMÁS" felirat. A településnév előtt és után egy-egy díszpont.

## Közélete

### Polgármesterei
- 1990–1994: Varga István (független)[3]
- 1994–1998: Varga István (független)[4]
- 1998–2002: Pál Zoltán (független)[5]
- 2002–2006: Pál Zoltán (független)[6]
- 2006–2010: Váradi Jánosné (független)[7]
- 2010–2014: Váradi Jánosné (független)[8]
- 2014–2019: Váradi Jánosné (független)[9]
- 2019–2024: Bagány József (független)[10]
- 2024– : Bagány József (független)[1]

## A népesség alakulása
| Év    | Lakosok száma |
| ----- | ------------- |
| 1960. | 522 fő        |
| 2001. | 408 fő        |
| 2002. | 354 fő        |
| 2005. | 364 fő        |
| 2006. | 345 fő        |

A település népességének változása:
| Lakosok száma | 300  | 285  | 285  | 250  | 226  | 255  | 247  | 243  |
|               | 2013 | 2014 | 2015 | 2019 | 2021 | 2022 | 2023 | 2024 |

A 2011-es népszámlálás során a lakosok 100%-a magyarnak, 22,1% cigánynak, 17,4% németnek mondta magát (a kettős identitások miatt a végösszeg nagyobb lehet 100%-nál). A vallási megoszlás a következő volt: római katolikus 75,8%, református 3,7%, felekezeten kívüli 7,4% (12,8% nem nyilatkozott).
2022-ben a lakosság 90,2%-a vallotta magát magyarnak, 18% cigánynak, 4,7% németnek, 0,8% egyéb, nem hazai nemzetiségűnek (9% nem nyilatkozott; a kettős identitások miatt a végösszeg nagyobb lehet 100%-nál). Vallásuk szerint 42,7% volt római katolikus, 2% református, 0,4% evangélikus, 1,6% egyéb keresztény, 0,8% egyéb katolikus, 12,9% felekezeten kívüli (39,6% nem válaszolt).

## Nevezetességei
- Életfa a parkban lett felállítva